# Google Talk
Google Talk fue un cliente de mensajería instantánea y VoIP de protocolo XMPP desarrollado por Google Inc., La versión beta de Google Talk fue lanzada el 24 de agosto de 2005.

## Características
Google Talk sustenta bajo el protocolo de interoperabilidad de Jabber/XMPP, siendo configurable en programas como Psi, Miranda IM, iChat y Pidgin (anteriormente llamado Gaim), entre otros. Para que un cliente XMPP se pueda conectar necesita cifrado TLS y autenticación SASL PLAIN a través del puerto 5222.
El hecho de que Google haya utilizado XMPP como protocolo fue una gran noticia para mucha gente que pensaba que esto servirá para que XMPP se extendiera y aumentara sus prestaciones.
El protocolo que Google ha desarrollado para la comunicación por voz, Jingle, ha sido liberado desde el primer momento, de tal forma que cualquier cliente lo pudiera incluir. 
Una de las alternativas al Google Talk fue el GMail Chat que usa la misma red pero este no necesita la instalación o descarga de ningún programa ya que el usuario habla a través del navegador mientras observa su correo.

## Disponibilidad
El servicio se encontraba disponible para los usuarios de Gmail. El registro estaba abierto y se podía conseguir una cuenta entrando a gmail.com.

## Bloqueo de solicitudes
El 15 de marzo de 2013 la Free Software Foundation anunció en su sitio web, que los usuarios de Google Talk podían enviar solicitudes de suscripción a los contactos cuyas cuentas están alojadas en otro lugar. Pero no podrían aceptar entrantes.

## Desventajas
- No soporta plenamente el uso de las tarjetas vCard del protocolo XMPP.
- No permite el empleo de apodos soportados por el protocolo XMPP (XEP-0172).
- No usa el protocolo XMPP para el envío de archivos, por lo que se hace imposible realizar esta tarea desde otros clientes de mensajería instantánea.

## Voz y vídeo
Es posible realizar y recibir llamadas de teléfono dentro de Gmail usando GTalk. No obstante, para recibirlas el usuario debe actualizarse a una cuenta completa de Google Voice.
Google también proporciona un plugin de Video y Voz para el navegador El plugin está disponible para Windows (XP, Vista, y 7), Mac OS X (sólo para Macs de arquitectura basada en Intel) y Linux (Debian, Ubuntu, Fedora y OpenSUSE, pero los paquetes funcionan en otros sistemas). Se debe descargar e instalar el plugin, pero por lo demás se integra perfectamente en la interfaz de Gmail.

## Iconos
Los iconos hacen referencia al estado en línea del usuario:
- El icono verde indica que está conectado.
- El icono del reloj naranja significa que el usuario está conectado, pero ausente.[8]
- Rojo significa ocupado
- Gris indica que no está en línea.

## Hangouts
Para evitar confusiones y fragmentación entre los clientes de chat que tenía Google como Talk, Hangouts y Google+ Messenger la empresa decidió unificar sus servicios en un solo llamado Hangouts (cuyo nombre clave era Babel), anunciado en la conferencia Google I/O el 13 de mayo de 2013.
El 3 de febrero se anunció que para el 16 de febrero del 2015, se da de baja el servicio para reemplazarlo con Hangouts y su protocolo también es reemplazado por uno propietario en lugar de XMPP.